# 사베이닝
사베이닝(撒貝寧, 1976년 3월 23일 ~ )은 중화인민공화국의 텔레비전 진행자이다. 후이족 출신이며, 광둥성 잔장 시에서 태어났다. 중국중앙텔레비전의 인기 MC로 활동하고 있다.

## 방송 활동
- 1999년 <금일설법> MC
- 2013년 <출채중국인> MC
- 2015년 <춘절만회> MC
- 2017년 <가유향미래> MC